# Agrégation de lettres classiques
Les concours d’agrégation — externe et interne — de lettres classiques sont organisés, avec les concours d’agrégation de lettres modernes et de grammaire, pour le recrutement des professeurs agrégés enseignant le français, le latin et le grec ancien.
C'est à la suite de la création du concours d'agrégation de lettres modernes en 1959 que l'agrégation de lettres prend le qualificatif de « classiques ».

## Concours externe
Le concours externe est ouvert aux personnes titulaires d'un master ou diplôme équivalent,,.

### Épreuves
Comme la plupart des concours, il est constitué de deux phases : l'admissibilité et l'admission. La première se déroule à l'écrit et détermine l'accès à la seconde qui a lieu à l'oral. Ces deux phases comptent chacune pour la moitié de la note finale.
La dissertation de littérature française et les deux explications de textes français portent sur un programme d'auteurs français. Les épreuves de langues anciennes sont hors-programme à l'écrit, et à l'oral une seule sur les deux porte sur un texte au programme, selon un tirage au sort. La leçon peut quant à elle mobiliser tout élément du programme.
| Nature                           | Intitulé                                                                                     | Durée                                                                     | Coefficient |
| -------------------------------- | -------------------------------------------------------------------------------------------- | ------------------------------------------------------------------------- | ----------- |
| Épreuves écrites d'admissibilité | Dissertation de littérature française                                                        | 7 h                                                                       | 16          |
| Épreuves écrites d'admissibilité | Thème latin                                                                                  | 4 h pour chacune de ces quatre épreuves                                   | 6           |
| Épreuves écrites d'admissibilité | Version latine                                                                               | 4 h pour chacune de ces quatre épreuves                                   | 6           |
| Épreuves écrites d'admissibilité | Thème grec                                                                                   | 4 h pour chacune de ces quatre épreuves                                   | 6           |
| Épreuves écrites d'admissibilité | Version grecque                                                                              | 4 h pour chacune de ces quatre épreuves                                   | 6           |
| Épreuves orales d'admission      | Leçon suivie d'un entretien                                                                  | 6 h de préparation et 55 min de passage                                   | 10          |
| Épreuves orales d'admission      | Explication d'un texte de français moderne suivie d'un exposé de grammaire et d'un entretien | 2 h 30 de préparation et 1 h de passage                                   | 9           |
| Épreuves orales d'admission      | Explication d'un texte latin suivie d'un entretien                                           | 2 h de préparation et 50 min de passage pour chacune de ces deux épreuves | 8           |
| Épreuves orales d'admission      | Explication d'un texte grec suivie d'un entretien                                            | 2 h de préparation et 50 min de passage pour chacune de ces deux épreuves | 8           |
| Épreuves orales d'admission      | Explication d'un texte d'ancien ou de moyen français suivie d'un entretien                   | 2 h de préparation et 50 min de passage                                   | 5           |

### Programme
Le programme du concours externe est constitué, d'une part, de six auteurs français (Moyen Âge, XVIe siècle, XVIIe siècle, XVIIIe siècle, XIXe siècle et XXe siècle), et d'autre part de quatre auteurs latins ainsi que quatre auteurs grecs. Le programme de littérature française, renouvelé intégralement chaque année, est commun avec les agrégations externes de lettres modernes et de grammaire, en plus du programme de littérature antique pour cette dernière qui est renouvelé par moitié chaque année.

## Concours interne
Le concours interne est ouvert aux enseignants en exercice depuis cinq ans ou plus.

### Épreuves
Comme la plupart des concours, il est constitué de deux phases : l'admissibilité et l'admission ; la première se déroule à l'écrit et détermine l'accès à la seconde qui a lieu à l'oral le cas échéant. Elles comptent chacune pour la moitié de la note finale.
La composition française — qui s'appuie sur un ou plusieurs textes — et l'explication d'un texte français portent sur le programme d'auteurs français. Les épreuves de langues anciennes ont lieu dans des langues différentes, au choix du candidat ; seule l'explication porte sur un texte au programme. La leçon peut quant à elle mobiliser tout élément du programme, en plus de l'œuvre cinématographique.
| Nature                           | Intitulé                                                         | Durée                                                                        | Coefficient |
| -------------------------------- | ---------------------------------------------------------------- | ---------------------------------------------------------------------------- | ----------- |
| Épreuves écrites d'admissibilité | Composition à partir d'un ou plusieurs textes                    | 7 h                                                                          | 12          |
| Épreuves écrites d'admissibilité | Version latine ou grecque                                        | 4 h                                                                          | 8           |
| Épreuves orales d'admission      | Leçon suivie d'un entretien                                      | 6 h de préparation et 50 min de passage                                      | 8           |
| Épreuves orales d'admission      | Explication d'un texte de français moderne suivie d'un entretien | 2 h 30 de préparation et 45 min de passage pour chacune de ces deux épreuves | 7           |
| Épreuves orales d'admission      | Explication d'un texte grec ou latin suivie d'un entretien       | 2 h 30 de préparation et 45 min de passage pour chacune de ces deux épreuves | 5           |

### Programme
Le programme du concours interne reprend l’essentiel de celui du concours externe. Il est constitué, d'une part, de cinq auteurs français (un par siècle, du Moyen Âge au XXe siècle, moins un), et d'autre part de deux auteurs latins ainsi que deux auteurs grecs. Le programme de littérature française, renouvelé intégralement chaque année, à l'exception d'un auteur reconduit, est commun avec l'agrégation interne de lettres modernes ; le programme de littérature antique est quant à lui renouvelé par moitié chaque année. À cela s'ajoute une œuvre cinématographique.